# زارنیتسی
زارنیتسی (انگلیسی: Zarnitsy) یک شهرک در بخش پروخوروفسکی استان بلگورود کشور روسیه است.